# José Planes

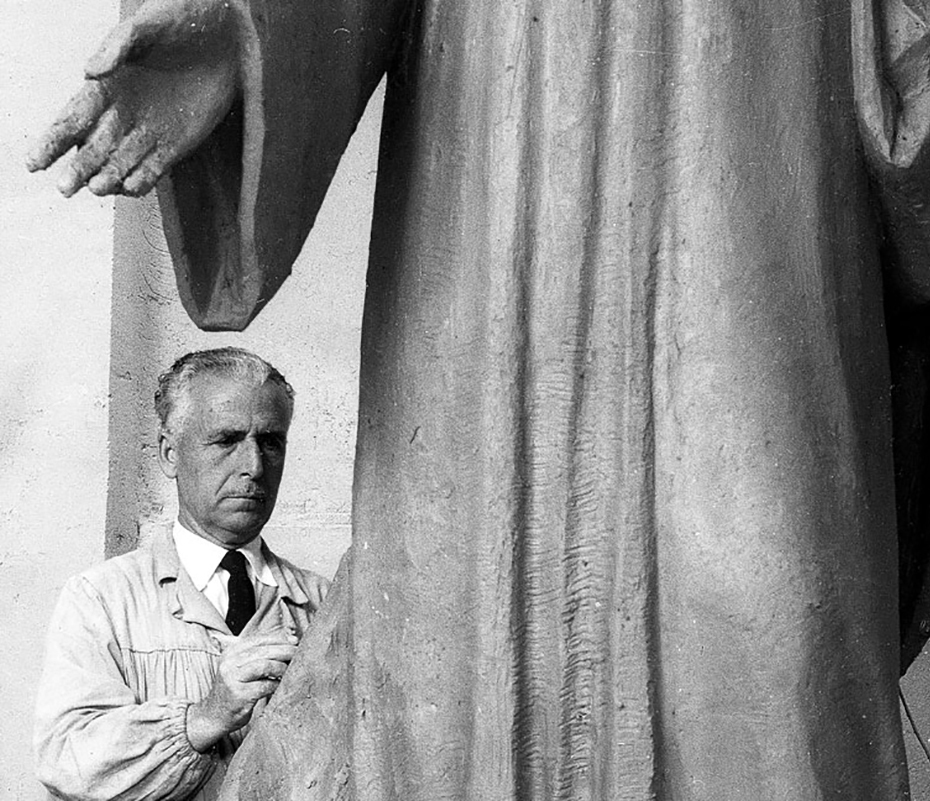
José Planes Peñalver

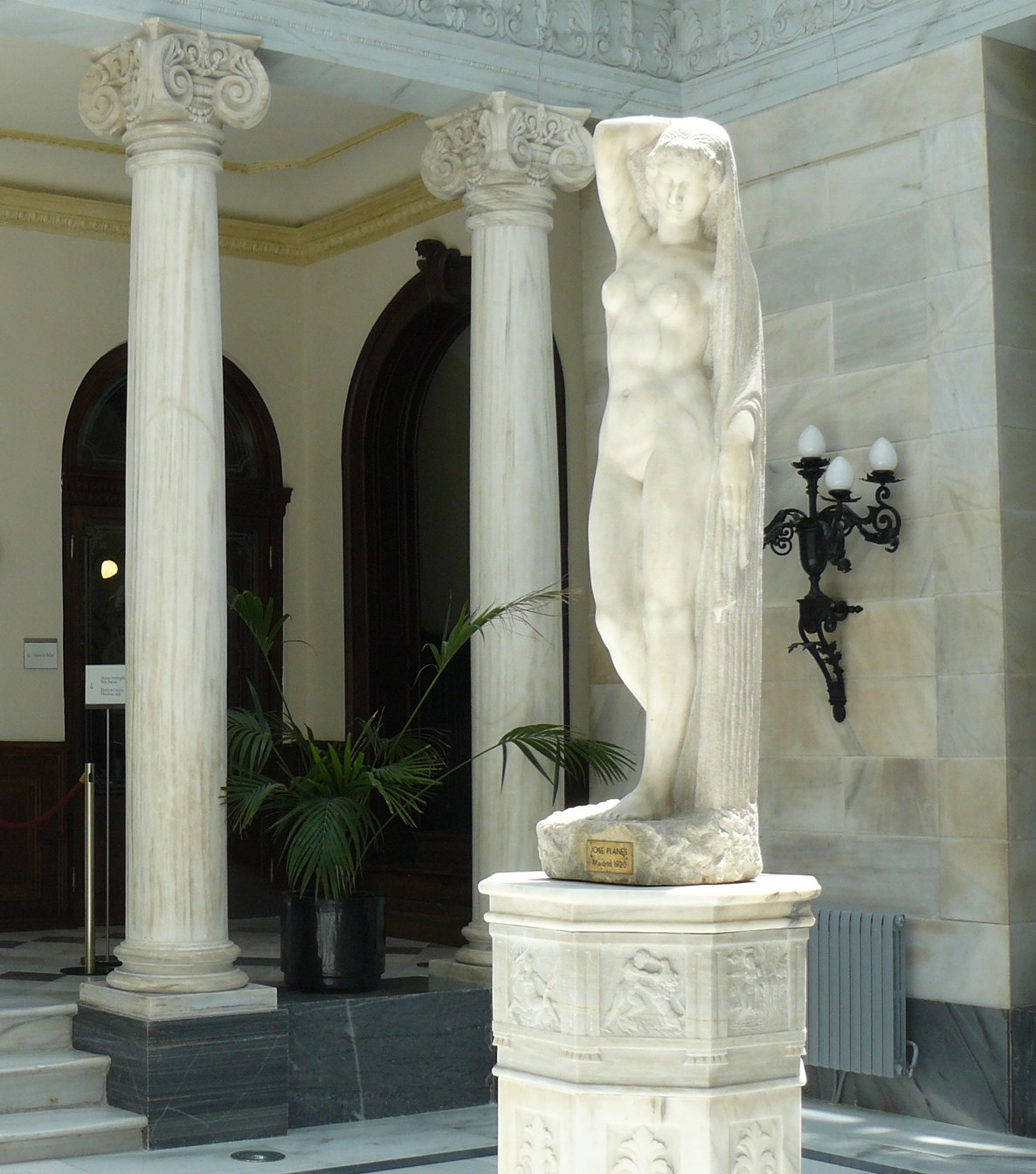
Skulptur von José Planes Peñalver 1920

José Planes Peñalver (* 23. Dezember 1891 in Espinardo, Murcia; † 15. Juli 1974 ebenda) war ein spanischer Bildhauer und Kunstmaler. Er gilt als einer der besten spanischen Bildhauer aus der Region Murcia im zwanzigsten Jahrhundert. Seine Werke sind in ganz Spanien verbreitet, vor allem seine religiöse Bilder und Skulpturen.

## Leben
Seine Familie waren Landwirte, die jedoch schon sehr schnell realisierten, dass José Interesse für die Kunst entwickelte. Sie schickte ihn in eine Malschule an der katholischen Arbeiterschule Círculo Católico de Obreros de Murcia, wo er von dem bekannten José María Sobejano López (1852–1918)  im Zeichnen und der Malkunst unterrichtet wurde.  Sein Interesse an Skulpturen  beginnt sehr früh,  inspiriert von traditionellen Krippen der Huerta de Murcia beginnt er seine ersten Tonfiguren zu modellieren.
Im Jahr 1912 trat er der Akademie „Escuela de Bellas Artes de San Carlos“ in Valencia, noch während seines Militärdienstes, bei und seine Arbeiten begannen mit der finanziellen Unterstützung von Juan de la Cierva.  Im Jahre 1920 und 1924 wurde er mit der Goldmedaille für seine Werke bei der Landesausstellung „Exposiciones Nacionales de Bellas Artes“ ausgezeichnet. 1922 war er an der Universidade de Coimbra in Portugal und bald danach auch in Italien tätig.
Im Jahr 1933 kam er nach Murcia zurück, wo er  im selben Jahr die Schule für Kunsthandwerk gründete. Nach dem spanischen Bürgerkrieg arbeitet er fast ausschließlich an religiösen Bildern und Skulpturen. Im Jahr 1943 erhielt er den ersten Preis Premio de la Exposición Nacional de Bellas Artes für seine Arbeit Dolorosa  und bei  der Landesausstellung Concurso Nacional de España von 1951 wird er für seine Skulptur des liegenden Christus ausgezeichnet.  1960 wurde er zum Akademiemitglied an der Real Academia de Bellas Artes de San Fernando in Madrid ernannt. Einer seiner bekannten Schüler war Benjamin Saúl.

## Posthum
2011 wurde in seinem Geburtsdorf ein Skulpturenpark von der Gemeinde Espinardo angelegt und José Planes Peñalver gewidmet. Insgesamt werden neun Werke des Künstlers dort ausgestellt.